# Selektivno lasersko varjenje
Selektivno lasersko varjenje (angl. "Laser Powder Forming" ali z zaščitenim imenom "Laser Engineered Net Shaping - LENS") je tehnologija, ki postaja vedno bolj pomembna in je v zgodnji fazi komercializacije. Uporablja laser z veliko močjo, ki stopi kovinski prah, ki ga dovajamo soosno v gorišče laserskega žarka skozi depozicijsko glavo.
Laserski žarek običajno potuje skozi center glave in je usmerjen na majhno točko s pomočjo ene ali več leč. Površina X-Y se premika bitno (rasterska grafika), da izdela vsak sloj predmeta posebej. Glava se vertikalno pomakne navzgor vsakič, ko je posamezen sloj narejen. Kovinski prah je izločen in distribuiran okoli oboda glave s pomočjo težnosti ali nosilnega plina pod pritiskom. Inertni plin se uporablja za zaščito topilnega bazena pred atmosferskim kisikom, za boljši nadzor med plastmi, saj je tako površina bolj vlažna.
Uporabimo lahko več različnih materialov, kakor so nerjaveče jeklo, inkonel, baker, aluminij, itd. Posebno zanimivi so reaktivni materiali, kot je titan. Sestava materialov se lahko nenehno in dinamično spreminja, kar privede do predmetov, katerih lastnosti se z uporabo klasičnih metod izdelovanja medsebojno izključujejo.
Prednost procesa je, da z njim lahko izdelamo popolnoma čvrste kovinske dele z dobrimi metalurškimi lastnostmi in v doglednem času. Izdelani predmeti imajo skoraj popolno končno obliko, kljub temu pa jih je potrebno na koncu strojno obdelati. Imajo dobro granulacijsko strukturo in podobne ali celo boljše lastnosti kakor intrinzični materiali. Selektivno lasersko sintranje je trenutno še edini komercialni proces hitre izdelave prototipov, ki lahko neposredno proizvede kovinske dele. Selektivno lasersko varjenje ima manj materialnih omejitev kakor selektivno lasersko sintranje in ne potrebuje drugotnih zažigalnih operacij kakor nekateri procesi.